# حاجی بی‌لی
حاجی بی‌لی (به لاتین: Hacıbəyli) یک منطقه مسکونی در جمهوری آذربایجان است که در شهرستان بردع واقع شده است. حاجی بی‌لی ۳۶۹ نفر جمعیت دارد.